# مایک هیور
مایک هیور (انگلیسی: Maayke Heuver؛ زادهٔ ۲۶ ژوئیهٔ ۱۹۹۰) بازیکن فوتبال اهل پادشاهی هلند است.

وی همچنین در تیم ملی فوتبال زنان هلند بازی کرده‌است.